# Congrier
Congrier é uma comuna francesa na região administrativa da Pays de la Loire, no departamento de Mayenne. Estende-se por uma área de 24,28 km². Em 2010 a comuna tinha 918 habitantes (densidade: 37,8 hab./km²).